# Amyrea eucleoides
Amyrea eucleoides är en törelväxtart som beskrevs av Radcl.-sm.. Amyrea eucleoides ingår i släktet Amyrea och familjen törelväxter.
Artens utbredningsområde är Madagaskar. Inga underarter finns listade i Catalogue of Life.